# The Parent Rap
«The Parent Rap» (с англ. — «Постукивание для родителей») — второй эпизод тринадцатого сезона мультсериала «Симпсоны», премьера которого состоялась 11 ноября 2001 года на телеканале Fox.

## Сюжет
Барт и Милхаус залезают в полицейский автомобиль шефа Виггама и случайно угоняют его. Ребят арестовывают и ведут в суд.
Судья, под руководством истины «на то оно и детство», отпускает Милхауса. Однако, когда очередь доходит до Барта, у судьи Снайдена начинается отпуск. Дело переходит судье Констанция Харм. Барта признают зачинщиком беспорядка. Харм также обвиняет в этом Гомера Симпсона и выносит приговор — связать отца и сына верёвкой так, чтобы Гомер постоянно следил за Бартом.
Настолько «тесная связь» отца и сына вскоре выливается в кровопролитный конфликт, и Мардж, от сострадания, разрубает верёвку. В ответ на это Харм заключает обоих супругов в колодки, чем выводит из себя обычно спокойную Мардж.
При первой же возможности она и Гомер освобождаются от колодок и под покровом ночи отправляются к плавучему домику судьи Харм, дабы ей напакостить. Гомер пробует метнуть в Харм кусок бетонной конструкции, надеясь попасть в судью, но Мардж кричит, из-за чего судья уклоняется, и Гомер пробивает обшивку дома и тот идёт ко дну.
В результате действия Симпсонов оборачивается уголовным преступлением. Оправдывая родителей, Барт признаёт, что всё произошедшее — результат его плохого поведения. Взбешённая Харм собирается отправить Барта в колонию для несовершеннолетних, но, к счастью, вовремя вернувшийся из отпуска Снайдер не даёт Харм вынести приговор и прощает Барта, ведь с его точки зрения «на то оно и детство».
По пути домой на машине Мардж объясняет родным, что в следующий раз такой удачи избежать наказания не будет, что Гомер чуть не нарушает обещание не нарушать закон целый год, чуть не сбивая Ганса машиной.